# Eudes Ier de Déols
Eudes Ier, dit l'ancien ou le grand, seigneur de Déols (1012-1037), était un puissant seigneur du Bas-Berry au XIe siècle, vassal du duc d'Aquitaine.

## Biographie
Il est fils de Raoul II, frère d'Ebbes de La Châtre et d'Eldeburge, épouse du vicomte de Bourges, Geoffroy le noble. Il s'empare en 1018 des droits sur la seigneurie d'Issoudun, un des grands fiefs du Berry, et la transmet à son second fils Eudes à sa mort. Vers 1020, la chronique d'Adhémar de Chabannes atteste qu'il récupère Argenton que les vicomtes de Limoges avaient arraché à sa famille. Avant 1024, il fait un pèlerinage à Rome avec son ami et suzerain, le comte de Poitiers Guillaume V le grand et s'attache la considération de l'écolâtre de Poitiers, Hildegaire. En 1026, il reconstruit un château à Massay, ce que le roi des Francs Robert II, qui protège les moines voisins, prend comme une provocation : mais l'ost royal échoue à reprendre la forteresse. Fin 1026, il reprend le bâton de pèlerin vers Jérusalem avec le comte d'Angoulême, Guillaume Taillefer, et rentre l'année suivante.
Le pèlerinage de Robert II en Aquitaine (1030) est l'occasion pour les vassaux du comte de Poitiers de se montrer en force à un roi généralement absent au sud de la Loire. En 1037, Eudes de Déols entame une guerre pour le contrôle de Châteauneuf-sur-Cher contre son beau-frère, le vicomte de Bourges, ou son neveu Guillaume IV le meschin. La chronique de Déols signale la mort du fils aîné et héritier d'Eudes, Ebbes, tué par Guillaume de Bourges en personne. Ce dernier s'allie à l'archevêque de Bourges Aymon de Bourbon pour mieux supporter les représailles. Le 18 janvier 1038, il essuie pourtant une cuisante défaite face au seigneur de Déols, et une grande partie de ses guerriers berruyers meurent noyés dans le Cher - Aymon étant même blessé au combat.
« Et ipso anno necdum finito mense januario XVIII° die ipsius, hoc est XIV Kal. februarii, bellum cruentissimum fuit inter eumdem Odonem seniorem Dolensem et episcopum Aymonem et vicecomitem Gaufridum Bituricensem : sed domino pro eodem Odone seniore mirabiliter pugnante, eos stravit. Nam ubi phalanges ejus eorum exercitus aspexit, nimio terrore correpti, cum suis principibus in fugam conversi se præcipites in flumine qui vocatur Karus, unus super alium dederunt, in quo diversis modis expirantes per alteram diem plus quam mille reperti sunt, exceptisis quos gladius trucidavit. »
« En cette même année, qui n'était pas encore terminée [N.B. : le début de l'année est à l'époque souvent placé à Pâques], le 18e jour de janvier, c'est-à-dire le 14e des calendes de février, une sanglante querelle éclata entre ce même Eudes, seigneur de Déols, l'évêque Aymon et le vicomte Geoffroy de Bourges : mais le Seigneur luttant miraculeusement avec Eudes, il les écrasa tous deux. Lorsque ses phalanges aperçurent les armées ennemies, ces dernières transies d'une immense terreur prirent la fuite avec leurs chefs et se précipitèrent dans le fleuve appelé Cher, où tués de diverses manières pendant un autre jour, plus d'un milliers furent retrouvés morts, à l'exception de ceux que le glaive avait massacré. »
Le vicomte de Bourges vaincu, Eudes s'empare de Châteauneuf qu'il confie à un de ses fils qui lui succéda, Raoul III le prudent.
Vers 1040, l'archevêque  Aymon de Bourbon qui n'a pas oublié l'humiliation de 1038, suscite contre son ennemi Eudes une véritable armée, les "milices de paix" de paysans menées par des prêtres et chargées de combattre les pilleurs d'églises - qui n'eurent pas le succès escompté et furent défaites par le sire de Déols.
Comme la plupart des seigneurs contemporains, ayant usurpé ou acquis des droits régaliens avec l'effondrement carolingien, il frappe monnaie dans sa forteresse : son influence est perceptible jusqu'en Bretagne, où des deniers de billon du duc Alain III ont été inspirés des deniers d'Eudes - en particulier les étoiles à cinq branches "hexalpha" typique de la région.
La mort du seigneur de Déols est mal connue mais ne dépasse pas les années 1040.